# Чумак Аркадій Степанович
Аркадій Степанович Чумак (23 січня 1929, місто Новоград-Волинський, тепер Житомирської області — січень 1997,  місто Київ) — український радянський партійний діяч. Член ЦК КПУ в 1976—1990 роках. Депутат Верховної Ради УРСР 10—11-го скликань. Народний депутат України 1-го скликання.

## Біографія
Народився в родині робітника.
У 1948—1950 роках — слюсар-лекальник Київського машинобудівного заводу імені Артема.
У 1950—1955 роках — студент юридичного факультету Київського державного університету імені Тараса Шевченка.
У 1955—1958 роках — стажист, помічник прокурора Бурштинського району Станіславської області.
Член КПРС з 1958 року.
У 1958—1963 роках — прокурор Городенківського району Станіславської області.
У 1963—1968 роках — заступник прокурора Івано-Франківської області.
У 1968—1971 роках — прокурор по нагляду за слідством в органах державної безпеки УРСР; заступник начальника відділу загального нагляду Прокуратури УРСР.
У 1971—1975 роках — заступник завідувача відділу адміністративних органів ЦК КПУ; заступник голови Партійної комісії ЦК КПУ.
У 1975—1988 роках — завідувач відділу адміністративних органів ЦК КПУ. У 1988—1990 роках — завідувач державно-правового відділу ЦК КПУ. У 1990—1991 роках — голова Комісії ЦК КПУ з державно-правових питань.
18 березня 1990 року обраний Народним депутатом України, 2-й тур, 65,43 % голосів, 4 претендентів. Член Комісії ВР України з питань правопорядку та боротьби із злочинністю.
Потім працював головою Комісії законодавчих передбачень Верховної Ради УРСР, а з 1994 року — помічником-консультантом народного депутата України.
Потім — на пенсії в місті Києві. Помер у січні 1997 року.

## Нагороди
- два ордени Трудового Червоного Прапора
- медалі